# Tabernaemontana africana
Tabernaemontana africana là một loài thực vật có hoa trong họ La bố ma. Loài này được Hook. miêu tả khoa học đầu tiên năm 1825.

## Hình ảnh

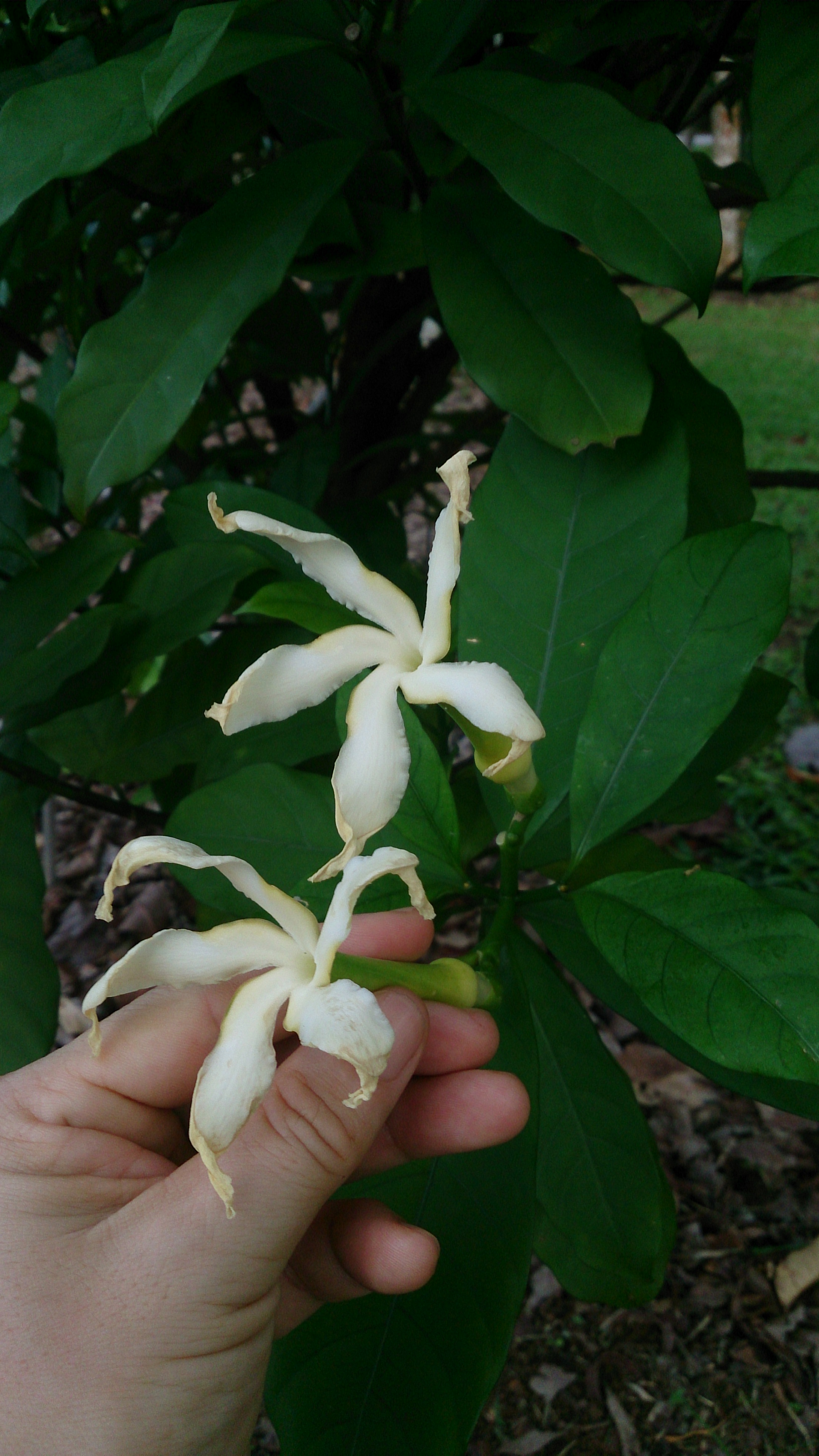